# Jean Daujat
Jean Daujat (Paris, 27 octobre 1906 - Fontainebleau, 31 mai 1998) est un philosophe français néothomiste, disciple de Jacques Maritain, fondateur du Centre d'études religieuses, spécialisé dans l'enseignement de la doctrine chrétienne.

## Biographie
Jean Daujat est né le 27 octobre 1906, à Paris, de parents croyants non pratiquants. Instruit par sa mère jusqu’au niveau de la cinquième, il entre au lycée Pasteur en 1918, en classe de quatrième. Il obtient le baccalauréat en philosophie, avec mention bien et en mathématiques élémentaires avec mention assez bien.
À la rentrée 1923, il entre en mathématiques supérieures au lycée Janson-de-Sailly où il fait une première taupe, il en fera une seconde au lycée Saint-Louis qui lui permettra d'entrer à l'École normale supérieure, dans la section des sciences. En même temps, son ancien professeur de biologie du lycée Pasteur, Jules Lefèvre, l’oriente vers la philosophie de Saint Thomas d'Aquin qu’il découvre par l’étude de Jacques Maritain ; Jules Lefêvre lui fait alors connaître Amédée d'Yvignac qui venait de fonder la Gazette française, qui portait comme sous-titre « organe de la politique chrétienne ». Jean Daujat collabore à cette revue dont les ténors étaient Maritain, Henri Massis et Henri Ghéon. C’est ainsi qu'Amédée d’Yvignac lui fait rencontrer Jacques Maritain, qui a une influence durable sur lui.
Poussé par Amédée d’Yvignac, il prend le père Garnier comme conseiller spirituel. Il décide de former un groupe de jeunes gens pour un travail de formation spirituelle et doctrinale, qui commence ses activités à l'automne 1925 et deviendra le Centre d'études religieuses (CER).
En 1926, Jean Daujat entre à l’École normale supérieure, dans la section des sciences. Dans la même promotion se trouvent également Étienne Borne et Merleau-Ponty chez les littéraires, le mathématicien Chevalley, l’un des fondateurs de Bourbaki, le physicien Rosenfeld et le généticien L’Héritier chez les scientifiques. Pendant cette période, Jean Daujat poursuit sa formation philosophique et spirituelle. Grâce à Maritain, il fait la connaissance de Mgr Ghika, prince roumain devenu prêtre catholique auquel il consacre un livre quelque cinquante ans plus tard, et du père Garrigou-Lagrange, dominicain. Pendant quelques années, il a collaboré au CER avec la femme de lettres Yvonne Estienne.
Jean Daujat épouse en 1930 la Danoise Sonia Hansen (1901-1993), portraitiste et paysagiste.
En 1931, Jean Daujat commence à enseigner lui-même le cours du Centre d'études religieuses, soutenu par le cardinal Verdier. Il se met alors à rédiger un traité de théologie et de spiritualité, La Vie surnaturelle, qui paraît en 1938 avec une préface de Monseigneur Beaussart et du père Garrigou-Lagrange. Il fonde en 1933 la revue mensuelle Orientations qui paraît jusqu’en 1939. Outre ses propres articles ainsi que ceux d’Yvonne Estienne, il y en eut de différents auteurs dont le père Garrigou-Lagrange, Mgr Ghika, l’abbé Lallement, Maritain, Henri Ghéon, Charles Du Bos, Stanislas Fumet, Robert d’Harcourt, Gustave Thibon, Henriette Charasson, Olivier Lacombe, Merleau-Ponty ou Jacques Madaule. Après la guerre, son enseignement touche plusieurs milliers d’élèves dans les milieux catholiques conservateurs. Le cours de philosophie de première année a été publié en 1974 sous le titre Y a-t-il une vérité ? et celui de seconde année en 1970 avec le titre L’ordre social chrétien. Il écrit dans plusieurs revues comme L’Homme nouveau ou La France catholique. Il publie plus de trente livres dont certains sont traduits en plusieurs langues, comme La Grâce et nous chrétiens demandé par Daniel-Rops, alors directeur de collection chez Fayard et traduit en sept langues dont le japonais[réf. souhaitée].
Sous l'Occupation, il donne un cours de « philosophie sociale » à l'institut d'études corporatives et sociales de Maurice Bouvier-Ajam. Il est proche de certains héritiers de l'Institut comme André Voisin et de leurs thèses fédéralistes. Il est ainsi le cofondateur en 1944 de ce qui va devenir La Fédération.
Il poursuit parallèlement une œuvre d’histoire et de philosophie des sciences. En décembre 1946, il soutient une thèse d’histoire des sciences sur la théorie des phénomènes électriques et magnétiques devant un jury où figurent notamment Gaston Bachelard et Louis de Broglie. Il publie deux ouvrages sur la philosophie des sciences : Physique moderne et Philosophie traditionnelle et L’Œuvre de l’intelligence en physique.
Dans le contexte de l'après-guerre, il publie un fascicule anti-communiste, Connaître le communisme, qui est vendu à des centaines de milliers d’exemplaires[réf. souhaitée] ; il donne de nombreuses conférences sur ce sujet. En mai 1977, il signe un appel demandant l'arrêt de poursuites en cours contre le Groupe union défense.
Il publie son dernier livre en 1996, à quatre-vingt-dix ans, La Face interne de l’histoire, de ses origines à nos jours.
Il meurt le 31 mai 1998.

## Œuvres
- Origines et formation de la théorie des phénomènes électriques et magnétiques, Hermann (présentation en ligne)
- L’œuvre de l’intelligence en physique, Téqui (présentation en ligne)
- Physique moderne et philosophie traditionnelle, Desclée, 1958 (présentation en ligne)
- Psychologie contemporaine et pensée chrétienne, Éditions Pierre Téqui
- Idées modernes, réponses chrétiennes, Éditions Pierre Téqui
- Dirigisme et corporatisme, Mensuelle
- Le christianisme et l’homme contemporain
- L’Église et le monde moderne.
- Connaître le communisme, Fayard
- L’Église et le socialisme, Éditions Pierre Téqui
- La nécessaire conversion, La Colombe, Éditions du vieux colombier
- Connaître le christianisme, Éditions Pierre Téqui
- Vivre le christianisme, Éditions Pierre Téqui
- La grâce et nous chrétiens, Fayard
- Maritain, un maître pour notre temps, Éditions Pierre Téqui (présentation en ligne)
- Monseigneur Ghika : L’Apôtre du XXe siècle, Nouvelles Éditions Latines, 1962 (lire en ligne)
- Thérèse de Lisieux, la grande amoureuse, Éditions Pierre Téqui
- Pie XI, le pape de l’Action catholique, Éditions Pierre Téqui
- La vie surnaturelle, Fayard
- Y a-t-il une vérité ?, Éditions Pierre Téqui
- L’ordre social chrétien, Beauchesne
- Doctrine et vie chrétienne, Éditions Pierre Téqui, 1979 (lire en ligne)
- La face interne de l’histoire, Éditions Pierre Téqui (présentation en ligne)
- Mémoires : tome 1, Éditions Pierre Téqui

## Titres et récompenses
- Docteur ès lettres : thèse d’histoire des sciences (1946)
- Ouvrage couronné par l’Académie des sciences : L’œuvre de l’intelligence en physique
- Ouvrages couronnés par l’Académie française : Prix Constant-Dauguet en 1941 pour La Vie surnaturelle, Prix Véga et Lods de Wegmann en 1979 pour Maritain, un maître pour notre temps et Prix Paul Teissonnière en 1987 pour Thérèse de Lisieux, la grande amoureuse
- Grand Prix Catholique de Littérature en 1987 pour l'ensemble de son œuvre.

## Distinctions
- Reçu dans l’ordre pontifical de Saint-Grégoire-le-Grand